# Bundestagswahlkreis Schwarzwald-Baar
Der Bundestagswahlkreis Schwarzwald-Baar (2005: Wahlkreis 287, 2009: Wahlkreis 286) ist seit 1980 ein Wahlkreis in Baden-Württemberg.

## Wahlkreis
Der Wahlkreis umfasst den Schwarzwald-Baar-Kreis sowie die Gemeinden Gutach (Schwarzwaldbahn), Hausach, Hornberg, Oberwolfach und Wolfach des Ortenaukreises. Der Wahlkreis wurde bisher stets von den Direktkandidaten der CDU gewonnen.
Bei der letzten Bundestagswahl waren 162.800 Einwohner wahlberechtigt.

## Wahlkreisabgeordnete
| Wahl | Abgeordneter | Abgeordneter     | Partei | Stimmen in % |
| ---- | ------------ | ---------------- | ------ | ------------ |
| 1980 |              | Hansjörg Häfele  | CDU    |              |
| 1983 |              | Hansjörg Häfele  | CDU    |              |
| 1987 |              | Hansjörg Häfele  | CDU    |              |
| 1990 |              | Meinrad Belle    | CDU    |              |
| 1994 |              | Meinrad Belle    | CDU    |              |
| 1998 |              | Meinrad Belle    | CDU    |              |
| 2002 |              | Siegfried Kauder | CDU    |              |
| 2005 |              | Siegfried Kauder | CDU    |              |
| 2009 | 47,4         | Siegfried Kauder | CDU    |              |
| 2013 |              | Thorsten Frei    | CDU    | 56,7         |
| 2017 | 47,0         | Thorsten Frei    | CDU    |              |
| 2021 | 36,4         | Thorsten Frei    | CDU    |              |
| 2025 | 42,3         | Thorsten Frei    | CDU    |              |

## Wahlkreisgeschichte
Der Wahlkreis ist zur Bundestagswahl 1980 neu eingerichtet worden. Der Vorgängerwahlkreis mit ähnlichem Territorium war der Wahlkreis Donaueschingen.
| Wahl      | Wahlkreisname        | Gebiet |
| --------- | -------------------- | --- |
| 1980–1998 | 190 Schwarzwald-Baar | Schwarzwald-Baar-Kreis |
| 2002–2005 | 287 Schwarzwald-Baar | Schwarzwald-Baar-Kreis, vom Ortenaukreis die Gemeinden Gutach (Schwarzwaldbahn), Hausach, Hornberg, Oberwolfach und Wolfach |
| seit 2009 | 286 Schwarzwald-Baar | Schwarzwald-Baar-Kreis, vom Ortenaukreis die Gemeinden Gutach (Schwarzwaldbahn), Hausach, Hornberg, Oberwolfach und Wolfach |

## Wahlergebnisse

### Bundestagswahl 2025
| Kandidaten                                            | Kandidaten                  | Parteien/Listen     | Erststimmen | Erststimmen | Zweitstimmen | Zweitstimmen |
| Kandidaten                                            | Kandidaten                  | Parteien/Listen     | Stimmen     | %           | Stimmen      | %            |
| ----------------------------------------------------- | --------------------------- | ------------------- | ----------- | ----------- | ------------ | ------------ |
|                                                       | Thorsten Freigewählt im WK  | CDU                 | 55.044      | 42,3        | 44.338       | 34,0         |
|                                                       | Derya Türk-Nachbaur         | SPD                 | 19.396      | 14,9        | 16.814       | 12,9         |
|                                                       | Marin Juric                 | GRÜNE               | 9.979       | 7,7         | 12.895       | 9,9          |
|                                                       | Mark Steffen Hohensee       | FDP                 | 4.524       | 3,5         | 6.874        | 5,3          |
|                                                       | Sebastian Zacharias van Ryt | AfD                 | 29.143      | 22,4        | 30.953       | 23,8         |
|                                                       | Heinrich Alexandra Hermann  | LINKE               | 5.295       | 4,1         | 6.591        | 5,1          |
|                                                       | –                           | dieBasis            | –           | –           | 481          | 0,4          |
|                                                       | Leon Dold                   | FREIE WÄHLER        | 2.933       | 2,3         | 2.066        | 1,6          |
|                                                       | –                           | Tierschutzpartei    | –           | –           | 1.243        | 1,0          |
|                                                       | –                           | Die PARTEI          | –           | –           | 502          | 0,4          |
|                                                       | Selina Schmidt              | Volt                | 1.500       | 1,2         | 929          | 0,7          |
|                                                       | –                           | ÖDP                 | –           | –           | 234          | 0,2          |
|                                                       | –                           | Bündnis C           | –           | –           | 285          | 0,2          |
|                                                       | –                           | MLPD                | –           | –           | 47           | 0,0          |
|                                                       | –                           | BÜNDNIS DEUTSCHLAND | –           | –           | 167          | 0,1          |
|                                                       | –                           | BSW                 | –           | –           | 5.817        | 4,5          |
|                                                       | Louis Weißer                | Einzelbewerber      | 2.264       | 1,7         | –            | –            |
| Gesamt                                                | Gesamt                      | Gesamt              | 130.078     | 100         | 130.236      | 100          |
|                                                       |                             |                     |             |             |              |              |
| Ungültige Stimmen                                     | Ungültige Stimmen           | Ungültige Stimmen   | 1.057       | 0,8         | 899          | 0,7          |
| Wähler                                                | Wähler                      | Wähler              | 131.135     | 81,8        | 131.135      | 81,8         |
| Wahlberechtigte                                       | Wahlberechtigte             | Wahlberechtigte     | 160.376     |             | 160.376      |              |
|                                                       |                             |                     |             |             |              |              |
| Quellen: Die Bundeswahlleiterin, Kandidaten – Stimmen |                             |                     |             |             |              |              |

### Bundestagswahl 2021
Zur Bundestagswahl 2021 treten folgende Kandidaten an:
Ergebnisse der Wahl vom Sonntag, 26. September 2021
| Direktkandidat             | Partei                | Erststimmen in % | Zweitstimmen in % |
| -------------------------- | --------------------- | ---------------- | ----------------- |
| Thorsten Frei              | CDU                   | 36,4             | 26,6              |
| Derya Türk-Nachbaur        | SPD                   | 18,1             | 21,2              |
| Thomas Bleile              | Bündnis 90/Die Grünen | 12,1             | 13,3              |
| Marcel Klinge              | FDP                   | 13,8             | 16,2              |
| Martin Rothweiler          | AfD                   | 10,5             | 10,8              |
| Heinrich Alexandra Hermann | Die Linke             | 2,3              | 2,5               |
| —                          | Tierschutzpartei      | —                | 1,3               |
| —                          | Die PARTEI            | —                | 0,7               |
| Marius Maier               | FREIE WÄHLER          | 2,7              | 2,0               |
| —                          | PIRATEN               | —                | 0,4               |
| —                          | ÖDP                   | —                | 0,2               |
| —                          | NPD                   | —                | 0,2               |
| —                          | DiB                   | —                | 0,1               |
| Helmut Martin Kruse-Günter | MLPD                  | 0,1              | 0,0               |
| —                          | DKP                   | —                | 0,0               |
| Marie-Therese Herrmann     | dieBasis              | 4,0              | 3,1               |
| —                          | Bündnis C             | —                | 0,2               |
| —                          | BÜRGERBEWEGUNG        | —                | 0,1               |
| —                          | BÜNDNIS21             | —                | 0,0               |
| —                          | LKR                   | —                | 0,0               |
| —                          | Die Humanisten        | —                | 0,1               |
| —                          | Gesundheitsforschung  | —                | 0,2               |
| —                          | Team Todenhöfer       | —                | 0,3               |
| —                          | Volt                  | —                | 0,3               |

### Bundestagswahl 2017
Zur Bundestagswahl am 24. September 2017 kandidieren die folgenden Direktkandidaten:
| Direktkandidat      | Partei         | Erststimmen in % | Zweitstimmen in % |
| ------------------- | -------------- | ---------------- | ----------------- |
| Thorsten Frei       | CDU            | 47,0             | 37,8              |
| Jens Löw            | SPD            | 16,7             | 15,6              |
| Volker Goerz        | GRÜNE          | 9,8              | 12,2              |
| Marcel Klinge       | FDP            | 8,4              | 12,2              |
| Joachim Senger      | AfD            | 11,4             | 12,4              |
| Patrick Bausch      | Die Linke      | 4,3              | 5,3               |
| Jürgen Schützinger  | NPD            | 0,6              | 0,5               |
| Dursun Dayi         | Freie Wähler   | 1,1              | 0,8               |
| Helmut Kruse-Günter | MLPD           | 0,2              | 0,1               |
| Stefan Welte        | Einzelbewerber | 0,5              | –                 |

### Bundestagswahl 2013
Bei der Bundestagswahl am 22. September 2013 standen folgende Kandidaten zur Wahl:
| Direktkandidat         | Partei         | Erststimmen in % | Zweitstimmen in % |
| ---------------------- | -------------- | ---------------- | ----------------- |
| Thorsten Frei          | CDU            | 56,7             | 49,4              |
| Jens Löw               | SPD            | 18,9             | 19,1              |
| Marcel Klinge          | FDP            | 2,5              | 5,9               |
| Cornelia Kunkis-Becker | GRÜNE          | 7,7              | 9,0               |
| Gotthilf Lorch         | DIE LINKE      | 3,5              | 4,1               |
| Jürgen Schützinger     | NPD            | 1,7              | 1,5               |
| Christof Stocker       | ÖDP            | 0,5              | 0,3               |
| Dirk Caroli            | AfD            | 3,9              | 5,7               |
| Christel Bächle-Blum   | FREIE WÄHLER   | 1,6              | 0,9               |
| Siegfried Kauder       | Einzelbewerber | 3,0              | —                 |

### Bundestagswahl 2009
Die Bundestagswahl 2009 hatte folgendes Ergebnis:
| Direktkandidat         | Partei               | Erststimmen in % | Zweitstimmen in % | Bundestagswahl 2005 Zweitstimmen in % |
| ---------------------- | -------------------- | ---------------- | ----------------- | ------------------------------------- |
| Siegfried Kauder       | CDU                  | 47,4             | 36,3              | 42,0                                  |
| Friedrich Scheerer     | SPD                  | 19,1             | 17,8              | 27,7                                  |
| Marcel Klinge          | FDP                  | 13,4             | 20,8              | 12,9                                  |
| Cornelia Kunkis-Becker | GRÜNE                | 11,4             | 11,6              | 8,8                                   |
| Tobias Stützer         | DIE LINKE            | 6,3              | 6,8               | 3,6                                   |
| Jürgen Schützinger     | NPD                  | 2,5              | 1,7               | 1,7                                   |
| —                      | REP                  | —                | 0,5               | 0,8                                   |
| —                      | PBC                  | —                | 0,6               | 0,9                                   |
| —                      | MLPD                 | —                | 0,1               | 0,1                                   |
| —                      | BüSo                 | —                | 0,1               | 0,1                                   |
| —                      | Volksabstimmung      | —                | 0,3               | —                                     |
| —                      | ADM                  | —                | 0,1               | —                                     |
| —                      | DVU                  | —                | 0,1               | —                                     |
| —                      | DIE VIOLETTEN        | —                | 0,2               | —                                     |
| —                      | Die Tierschutzpartei | —                | 0,8               | —                                     |
| —                      | ödp                  | —                | 0,4               | —                                     |
| —                      | PIRATEN              | —                | 1,8               | —                                     |